# 井之上明
井之上 明（いのうえ あきら、1991年4月12日 - ）は、ジャパンラグビーリーグワンレッドハリケーンズ大阪に所属するラグビー選手。

## プロフィール
- 兵庫県出身[1]。
- ポジションはスクラムハーフ(SH)。
- 身長 168 cm、体重 73 kg
- ニックネームはアキラ。

## 来歴
幼稚園の年長からラグビーを始めた
2010年、市立尼崎高校卒業後、立命館大学に入る。
2014年、立命館大学卒業後、NTTドコモレッドハリケーンズ(現・レッドハリケーンズ大阪)に加入。同年8月30日に行われたジャパンラグビートップリーグ第2節のコカ・コーラレッドスパークス戦にて途中出場で公式戦初出場を果たす。